# Lud, zbunjen, normalan
Lud, zbunjen, normalan ("Pazzo, Confuso, Normale") è una commedia bosniaca per la tv. Venne trasmessa per la prima volta nel settembre del 2007 ed è tuttora in produzione.
A partire dal suo debutto ha avuto molto successo in Bosnia ed Erzegovina e Croazia.
È stata molto diffusa anche attraverso internet.
Dal settembre 2008 viene trasmessa anche dal canale televisivo serbo RTS in settembre 2008. Vi sono ancora 30 episodi da registrare e diffondere.

## Trama
Tre generazioni della famiglia Fazlinović vivono in un appartamento di Sarajevo.
Il più anziano è Izet Fazlinović, che ha un figlio di nome Faruk Fazlinović, che a sua volta ha un figlio di nome Damir Fazlinović.
Il titolo si riferisce ai tre principali personaggi della serie, essendo appunto Izet pazzo (Lud), Faruk confuso (Zbunjen) e Damir normale (Normalan).
La sitcom si sviluppa attorno a situazioni buffe e ricche di umorismo, coinvolgendo il clan Fazlinović con amici e collaboratori.

## Personaggi ed Interpreti
Izet Fazlinović (Mustafa Nadarević) - Orfano e vedovo, di circa 60 anni Izet è un fervente comunista con tendenze al titoismo dettate dal fatto che invoca l'aiuto del maresciallo Tito guardandone la sua immagine, ma, è infinitamente avido e preferisce truffare le persone.
Izet spesso vorrebbe uccidere la gente come se "uccidesse conigli" (cosa che fece quando credette erroneamente che il figlio Damir fosse gay o quando Faruk scialacquò il suo stipendio per comprarsi la Maksuzija rakija.) Izet costantemente urla e batte i pugni, con qualsiasi persona si trovi davanti ed è questo suo modo di fare a renderlo comico.
In aggiunta egli si autoelogia impropriamente (riguardo alla sua vita sentimentale trascorsa, e riguardo ai suoi combattimenti durante la Seconda guerra mondiale in Germania; cosa impossibile in quanto era un bambino in quegli anni. È considerato il centro dello show.
Faruk Fazlinović (Senad Bašić) - Faruk  è figlio di Izet ed è figlio unico.
È un produttore musicale e lavora autonomamente nel suo studio. Solitamente lo si vede dormire tutto il giorno e stare sveglio la notte. Deve fare i conti con la nevrosi del padre.
Damir Fazlinović (Moamer Kasumović) - Damir è il figlio unico di Faruk e unico nipote di Izet.
È il frutto di una notte d'amore al Cafe San Remo durante la sua inaugurazione nel 1985. Abbandonato dalla madre ritornata brevemente nel 2008. È l'unico membro normale della famiglia. Studia medicina a Sarajevo. Una gag ricorrente è il tentare una vita normale in mezzo alla sua strana famiglia.

## Altri personaggi
- Šefika (Jasna Žalica) - Šefika è una massaia che lavora per i Fazlinović. Il suo lavoro è reso maggiormente difficile dai problemi famigliari, specialmente il costante interessamento sessuale di Izet nei suoi confronti oltre al fatto che l'uomo cerca di ridurle sempre di più lo stipendio. Viene sostituita da Rabija nel primo episodio della nuova stagione.
- Enes Hadžiedhemćumurović (Žan Marolt) - Enes è il vicino della famiglia Fazlinović. Il personaggio, è una parodia tra una persona corrotta e politici di cattiva fama. Il suo cognome è anch'esso una parodia di politici post-comunisti in Bosnia ed Erzegovina essendo lungo, di oscure origini e dai toni religiosi. Fa numerosi e continui riferimenti ad un innominato partito politico del quale è uno dei membri più anziani.Frequentemente addebita spese personali al partito(mobili di casa e regali che compra per  Šefika). Il partito ha anche "aiutato" Enes a conseguire una laurea in giurisprudenza nel 2007, che tuttavia, raramente trova il tempo di esercitare la sua professione. Enes ha una romantica relazione con Šefika e ingaggia Izet nel suo partito con l'intento di ottenere voti dagli elettori più anziani. L'intento non riesce a causa di uno scandalo sessuale causato da Izet. Izet lo chiama dugonja a causa di uno scandalo erotico.
- Samir Fazlinović (Emir Hadžihafizbegović) - Nipote di Izet. Figlio del fratello maggiore. Un noto artista della truffa che inganna sempre le persone con cui lavora. Una gag frequente consiste nel fatto che ogni volta che Izet, Faruk o Damir intraprendono un affare commerciale con lui vengono sempre truffati.
- Dr. Điđimilović (Vanja Drach) - Il Dr. Điđimilović è uno psichiatra e amico di vecchia data di Izet. Il medico viene spesso chiamato da Izet, per risolvere sia problemi famigliari medici sia di altra natura.Gag frequente è, che molti dei problemi medici che il Dr. Điđimilović è chiamato a risolvere, sono erratamente diagnosticati, in anticipo al suo arrivo, così che egli dispensa sempre consigli, per problemi inesistenti, così come la bestialità di Faruk o l'impotenza di Damir.
- Ivana (Gordana Boban) - Segretaria allo studio musicale di Faruk. Più o meno cerca di mandare avanti lo studio.
- Dino (Mehmeda) Mujkić (Milan Pavlović) - Tecnico del suono. Obeso e inetto. È dipinto come uno stupido, anche quando compra una Volkswagen Maggiolino del 1969 per 4.900 km[non chiaro] e pagando diverse migliaia di marchi convertibili a Samir per ottenere la Patente di Guida con la foto e il nome di qualcun altro.
- Stjepan (Stipe) (Saša Petrović) - Proprietario del Cafe San Remo, meta popolare per le uscite dei personaggi.
- Marija (Tatjana Šojić) - Ex moglie di Stipe.Lavora al Cafe San Remo. Dopo molti anni di matrimonio, Marija, divorzia da Stipe e prende il controllo dei suoi averi. Per convincere il suo avvocato/amante, incaricando Enes di rappresentare Stipe nel processo di divorzio, con un accordo secondo il quale, lui, dovrebbe perdere la casa.
- Spomenka (Milena Dravić) - Vicina di Izet ed amante occasionale.
- Senka (Seka Sablić) - Senka ha in custodia la casa, mentre questa ultima  è fuori città. Anche lei trama qualcosa con Izet.
- Selma (Zana Marjanović) - cameriera al Cafe San Remo. Dopo aver terminato il college, diventa segretaria di Faruk sostituendo Ivana partita per la Germania per un periodo.
- Čombe (Miraj Grbić)- Amico di Faruk. Spesso va da lui a registrare. Viene sempre rifiutato in quanto Faruk pensa che non sappia cantare.
- Rabija (Belma Lizde-Kurt) - La nuova domestica.
- Dragana (Jasna Beri) -

## Comparse
- Đenis Đenis (Enis Bešlagić) -Famoso rocker, che per due volte va da Faruk per registrare un lavoro.
- Tifa (Mladen Vojičić Tifa) - Nel ruolo di sé stesso, va da Faruk per registrare una canzone
- Sejo Sexon (Davor Sučić -  "Sejo Sexon")- Membro del gruppo rock Zabranjeno Pušenje,buon amico di Faruk.
- Nagib (Zlatan Zuhrić - Zuhra) - Va da Faruk per registrare una canzone.
- Stefanel (Mario Drmać) - Produttore.
- Al Dino (Al Dino) - Produttore. Fa la parte di sé stesso.

La prima stagione inizia il 2 settembre 2007 con 24 episodi.
La seconda conta 16 episodi.
Un'ulteriore terza serie si sta girando a partire da settembre 2008 con il primo episodio della durata di 39 minuti.